# Szatmár megye
Szatmár megye (románul: Județul Satu Mare, németül: Kreis Sathmar) Románia északnyugati részén helyezkedik el. A mai Partium (Részek) területéhez tartozik, noha történelmileg nem volt annak része. Székhelye Szatmárnémeti. Szomszédos megyék: keleten Máramaros megye, délen Bihar megye és Szilágy megye, nyugaton Szabolcs-Szatmár-Bereg vármegye (Magyarország), északon Ukrajna.

## Története
Előzménye a magyar királyságbeli Szatmár vármegye, mely a középkorban alakult ki. 1800-tól a megyeszékhely Nagykároly, az 1876-os megyerendezés kapcsán bővült a Kővárvidék egy részével. 1910-ben a vármegye 6287 km², melyből 4505 km² került Romániához Trianonban (71,7%), a vármegye 0,4%-a (Nagypalád) Csehszlovákia birtoka lett, ma Ukrajna része. A román közigazgatásban a megyeszékhely Nagybányára tevődött, az Ugocsa vármegyei Halmi járást, mely Romániáé lett, valamint a Szolnok-Doboka vármegyei Kápolnokmonostori járást idecsatolták, viszont a Nagykárolyi járást és Dobra, Nántű, Rákosterebes községeket Szilágyhoz. Érdekes módon az 1940-ben a magyar közigazgatáshoz visszakerült vármegyében megőrizték a román módosításokat, 1945-től ismét román impérium, 1952-től Máramaros tartomány része. 1968-as újjászervezésekor hozzákerül Tasnád és környéke, valamint egy-egy falut elcserél Bihar megyével, így ma (Piskolt Szatmárhoz, Érkörtvélyes Biharhoz tartozik.)

## Földrajz
A megye területe 4 419 km². Északon terül el az Avasság, valamint a Gutin-hegység egy kis része. Ezek az Északkeleti-Kárpátokhoz tartozó hegyek alkotják a terület 17%-át. A többi dombvidék (20%) és síkság, amely az Alföldhöz tartozik. Legfontosabb folyók a Szamos, a Túr és a Kraszna.
Legmagasabb pont: Vf. Rotund (1240 m), Gutin-hegység. A legmélyebb pont 120 m.
A földek 72%-a mezőgazdasági földterület (3 181 km²), 18%-a erdőség (795 km²), 3% víz (133 km²) és 7% egyéb terület (310 km²).

## Éghajlat
Éghajlata mérsékelt-kontinentális. A legmagasabb lejegyzett hőmérséklet +39,4 °C volt. A legalacsonyabb hőmérsékletet Szatmárnémetiben mérték, ez -30,4 °C volt.

## Demográfia, etnikai, felekezeti megoszlás

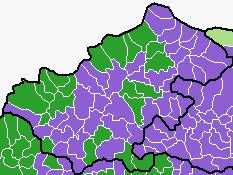
Szatmár megye etnikai térképe az egyes községek nemzetiségi többsége szerint (a magyar lakossági többséget zöld szín jelöli)

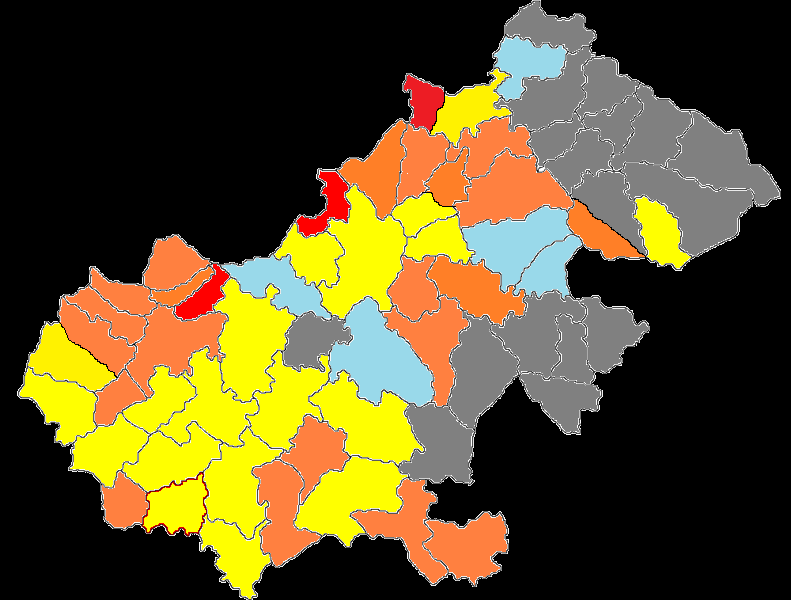
A magyar nemzetiségűek aránya Szatmár megyében a 2011-es népszámlálás adatai szerint. Piros = Magyar többség 80% felett, narancssárga = magyar többség 50-79% között, citromsárga = magyar kisebbség 20% felett, kék = magyar kisebbség 10-20% között, szürke = magyar kisebbség 10% alatt.

Szatmár megye népességének változása (a megye mai területére számítva):
2002-ben 367 281 lakosa volt, a népsűrűség 83 fő/km². A lakosság többsége román, de jelentős magyar kisebbség is jelen van. Élnek még itt németek, zsidók, ukránok, szlovákok és romák.

### Felekezeti megoszlás
A lakosság felekezeti megoszlása a 2002-es népszámlálás adatai szerint:
| Felekezet              | Hívek száma |
| ---------------------- | ----------- |
| román ortodox          | 185 900     |
| református             | 68 619      |
| római katolikus        | 66 247      |
| görögkatolikus         | 29 200      |
| pünkösdista            | 8 517       |
| baptista               | 1 721       |
| hetednapi adventista   | 903         |
| unitárius              | 119         |
| izraelita              | 109         |
| evangéliumi keresztény | 187         |
| ateista                | 128         |
| magyar evangélikus     | 121         |
| muzulmán               | 59          |
| óhitű ortodox          | 44          |
| szász evangélikus      | 26          |
| vallás nélküli         | 522         |
| nem nyilatkozó         | 322         |

## Gazdaság
Szatmár megyének előnyt jelent nyugati fekvése és vonzza a külföldi befektetőket. Fontosabb iparágak: járműipar, élelmiszeripar, faipar és textilipar.

## Turizmus
Szatmár megye turizmusa a nagyobb városok nevezetességeihez, a megye termálfürdőihez, történelmi emlékeihez, nagy szülöttei és híres átutazói emlékhelyeihez, illetve a falusi turizmushoz kötődik.

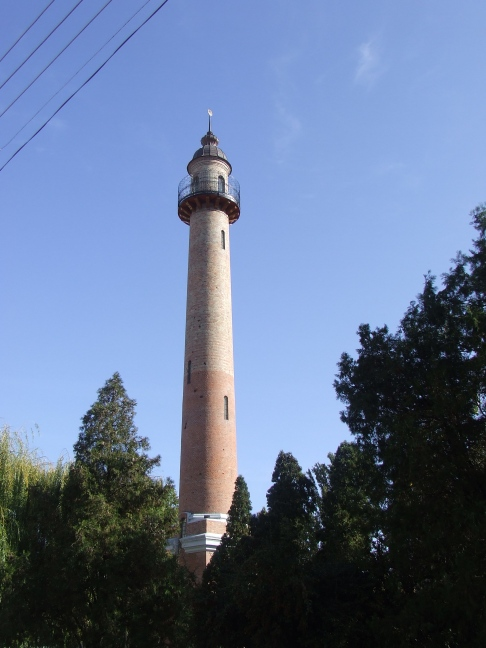
A Tűzoltótorony

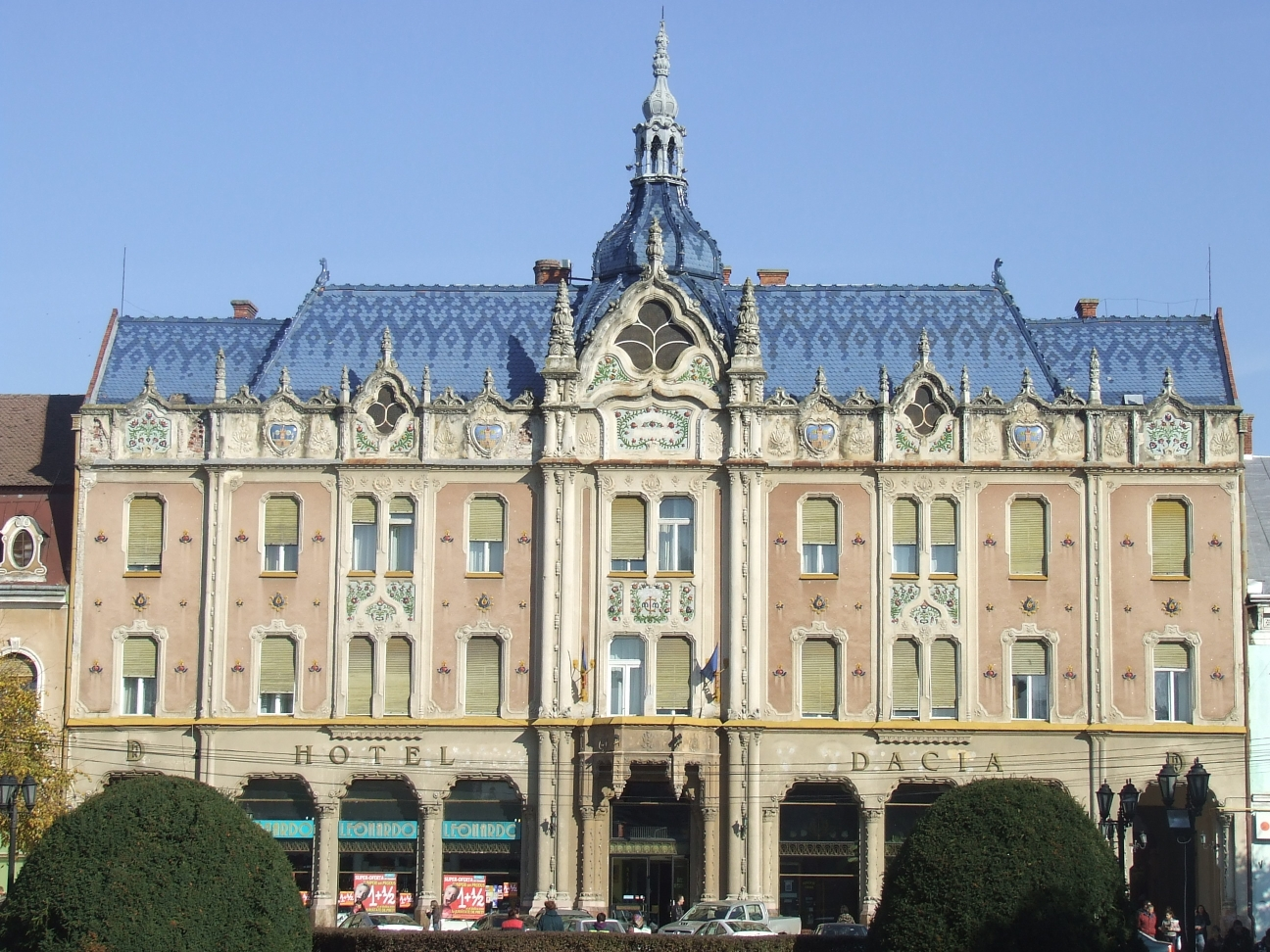
A Pannónia Szálló, Szatmárnémeti emblematikus épülete a magyaros szecesszió legszebb remekei közé tartozik

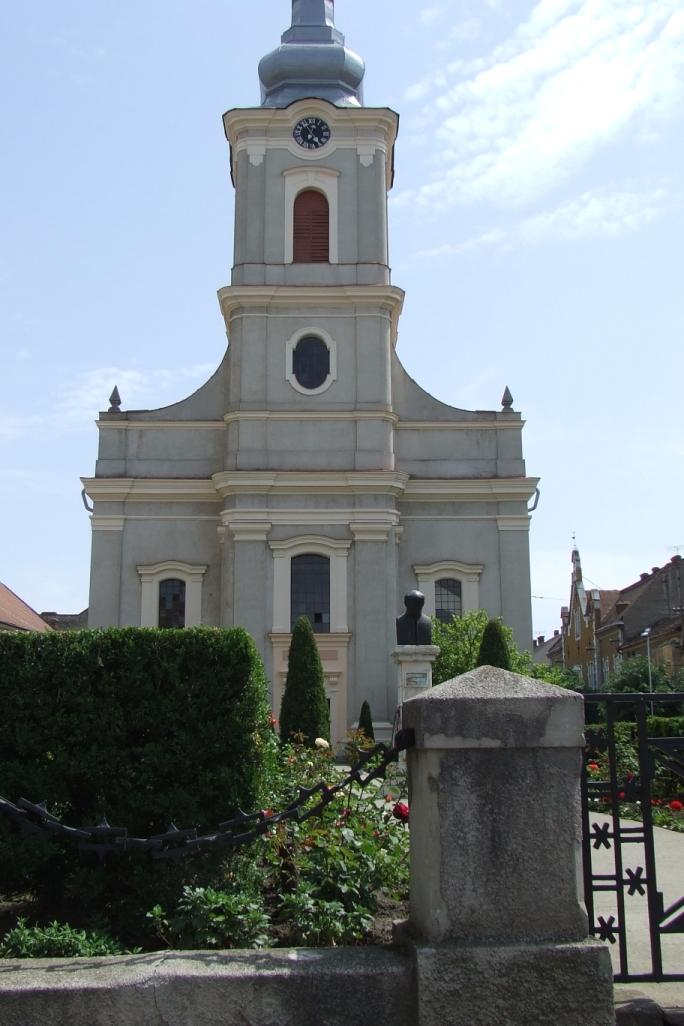
A Láncos templom

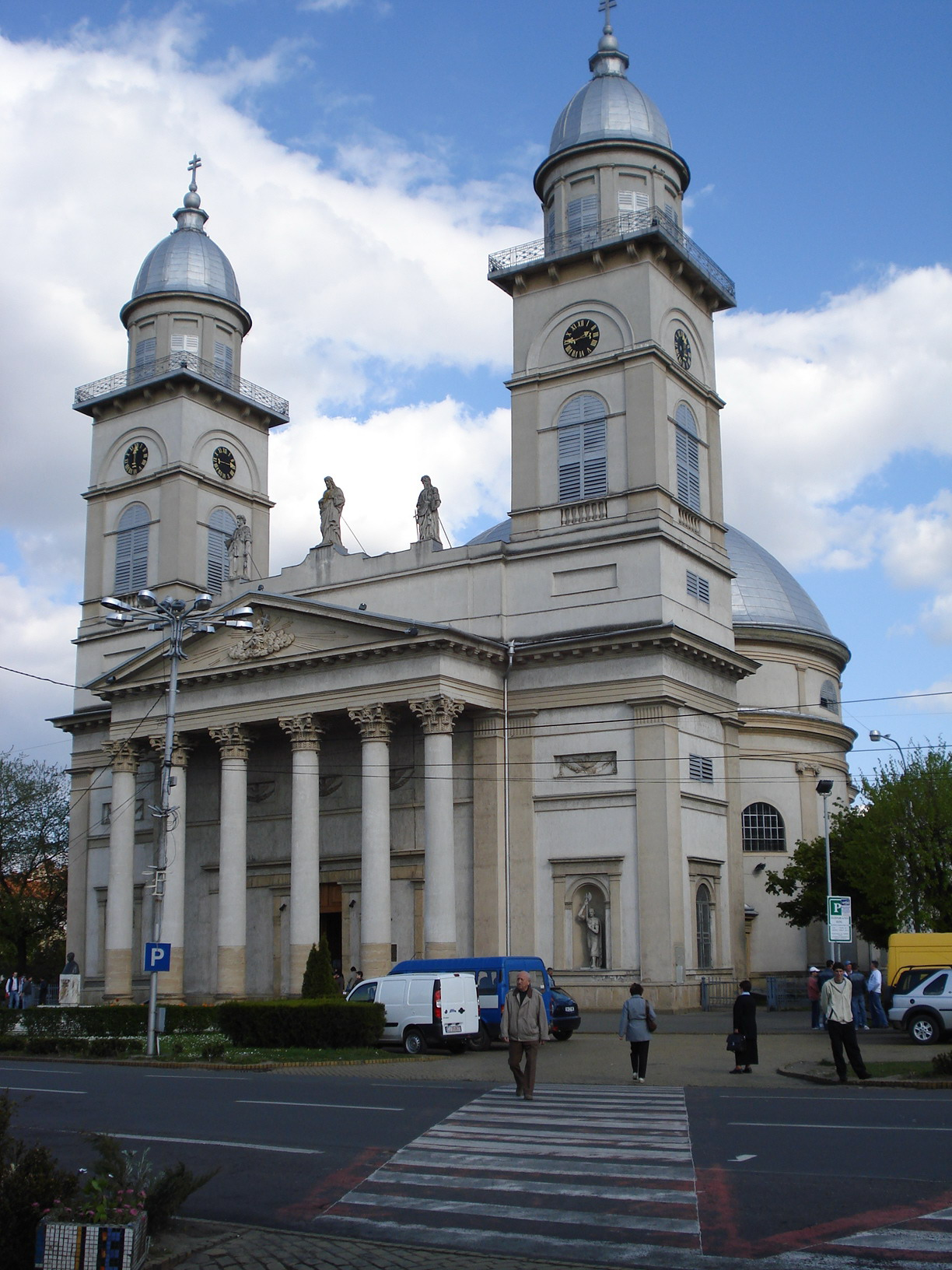
Római katolikus székesegyház

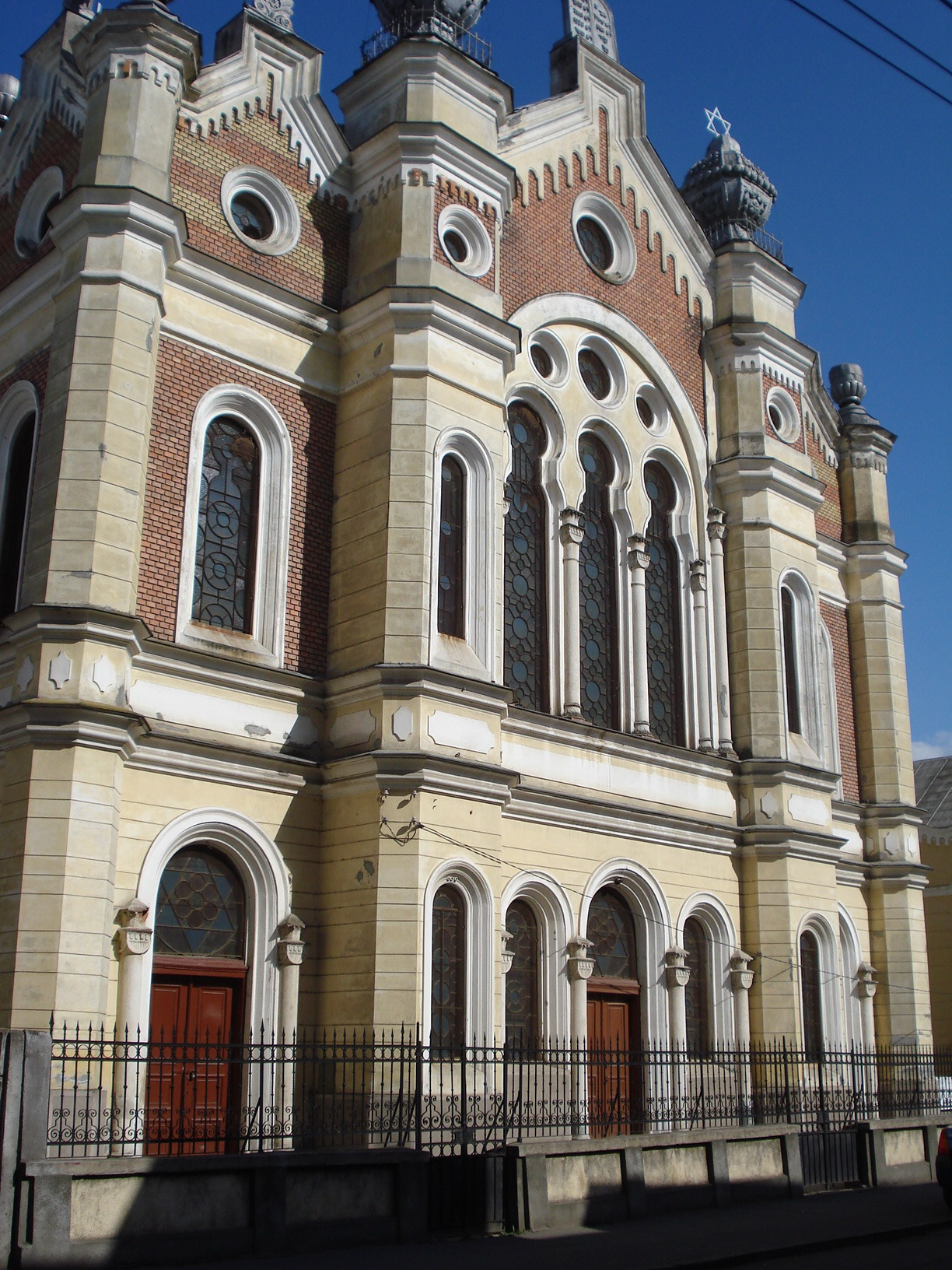
Az Ortodox zsinagóga

Főbb látványosságai:

### Szatmárnémeti
Szatmárnémetiben a megye számos történelmi nevezetessége található:
- - A város katolikus székesegyháza (barokk és klasszicista stílusjegyek, carrarai márvány főoltár, a fagyosszentek ereklyéi, a megye legnagyobb orgonája), előtte Hám Jánosnak, Szatmár városépítő püspökének a szobrával. Bal oldali sekrestyéje ad otthont a püspöki képtár és kincstár gyűjteményének, mely mára már látogatható.
  - A Vécsey palota, mely szépművészeti múzeumként működik, a város jelentős nevezetessége. Udvarán emléktábla jelzi, hogy itt kötötték meg a szatmári békét.
  - A püspöki palota és a püspöki kápolna. Oltára előtt esküdött Petőfi Sándor és Szendrey Júlia. Az erdődi várból Szatmár püspöke hozatta kápolnájába.
  - A Láncos templom, a város legnagyobb, legrégibb református temploma (németalföldi késő barokk, copf), körülötte a város ősi "református központja": A Szatmárnémeti Református Fiúgimnázium épülete (ma: Kölcsey Ferenc Főgimnázium), melynek tanári szobája - értékes falfestményei miatt - a város jelentős látványossága, a Református Leánygimnázium, a Református Tanítóképző (a mai Szatmárnémeti Református Gimnázium otthonai), a Pirostéglás Iskola, az Esperesi Hivatal és a Láncos Parókia épületeivel.
  - A Tűzoltótorony a város egyik emblematikus látványossága.
  - A Pannónia Szálló (ma Dacia Szálló) szintén emblematikus látványossága Szatmárnémetinek. Az erdélyi magyaros szecesszió egyik legszebb példája (a marosvásárhelyi Művelődési Palota mellett). Ez az épületegyüttes ad otthont a Dinu Lipatti Filharmóniának is.
  - A Németi Templom (református), a Kálvária Templom, a kanonokpaloták, a Hildegárda (egykori ferences) kolostortemplom, a Kossuth kert (benne az egykori városi közfürdő gyönyörű klasszicizáló épületével), a Szatmárnémeti Északi Színház épülete, a Károlyi ház a város jelentős látványosságai közé tartoznak.
  - A város jelentős zsidó emlékekkel és emlékhelyekkel is büszkélkedhet. Szatmárnémetiben élt Erdély egyik legnagyobb zsidó közössége (Kolozsvár, Nagyvárad és Máramarossziget mellett). Olyan jelentős zsidó emlékeket hagytak ránk, mint a város ortodox zsinagógája, a Talmud Tora Imaház, az ortodox zsidó temető (híres rabbik, cadikok, csodarabbik sírjaival és a Holokauszt áldozatainak emlékkápolnájával, gyönyörű emlékművekkel), a neológ és status quo zsidó temető (a város híres szülötteinek sírjaival, értékes síremlékekkel), a Princz testvérek házai, a zsidó iparosok háza, a Zsidó kórház (ma TBC-kórház) épülete, a zsidó korzó szép házai, stb.
  - A Csizmadia szín felújított épülete ma is a város egyik legimpozánsabb épülete (egykor a szatmári színjátszás otthona is volt), mellette az új központba vezető sétálóutcán a város híres szülötteinek emlékkövei találhatók (háromnyelvű feliratokkal).
  - A román ortodox katedrális, a román görögkatolikus katedrális, a magyar görögkatolikusok temploma, a "régi kórház".
  - A vasút melletti református temető (Lükő Béla kriptájával, a város jelentős szülötteinek sírjaival), a híd melletti katolikus temető (a klérus sírjaival és síremlékekkel) stb.

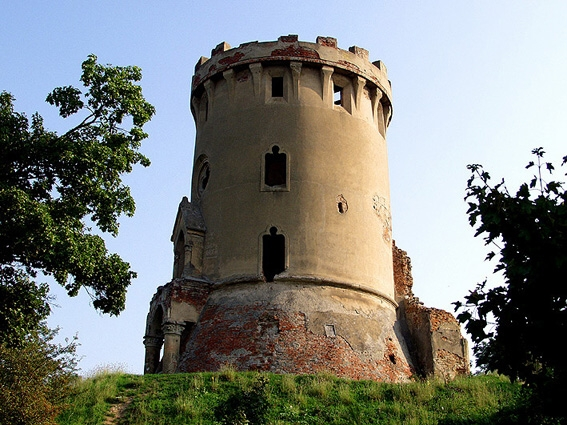
Az erdődi vár (később: erdődi Károlyi-kastély) egyik tornya, a vár maradványainak felújítása előtt

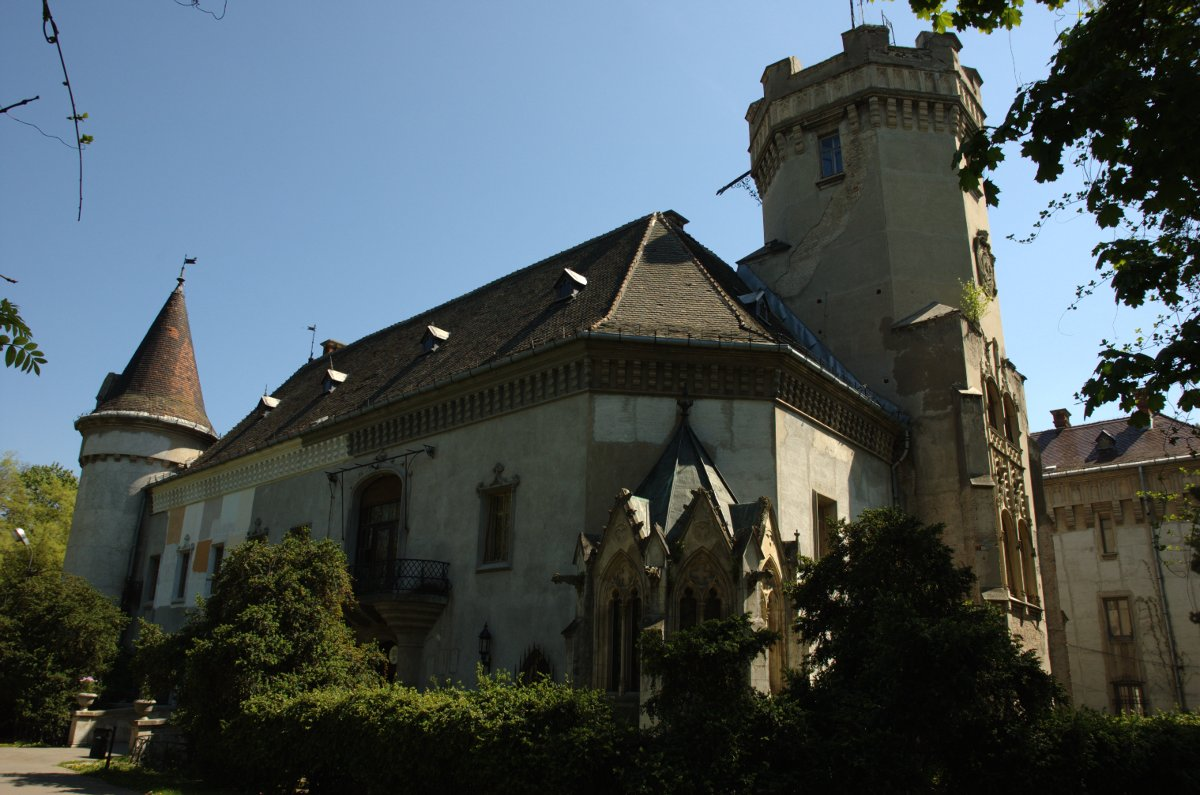
A Károlyi-kastély

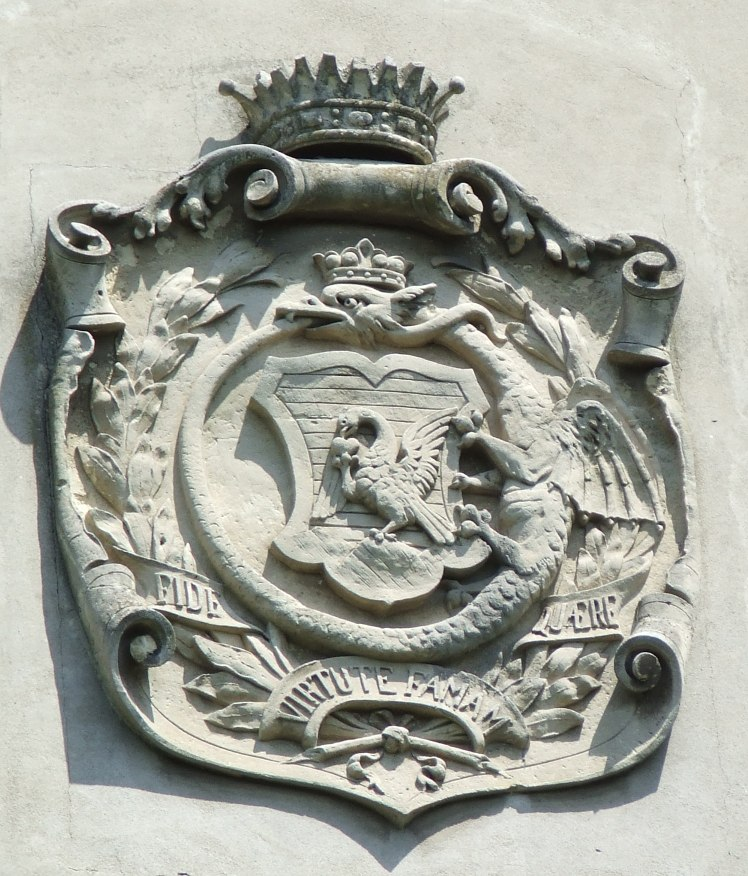
Címerkép a Károlyi-kastély tornyán

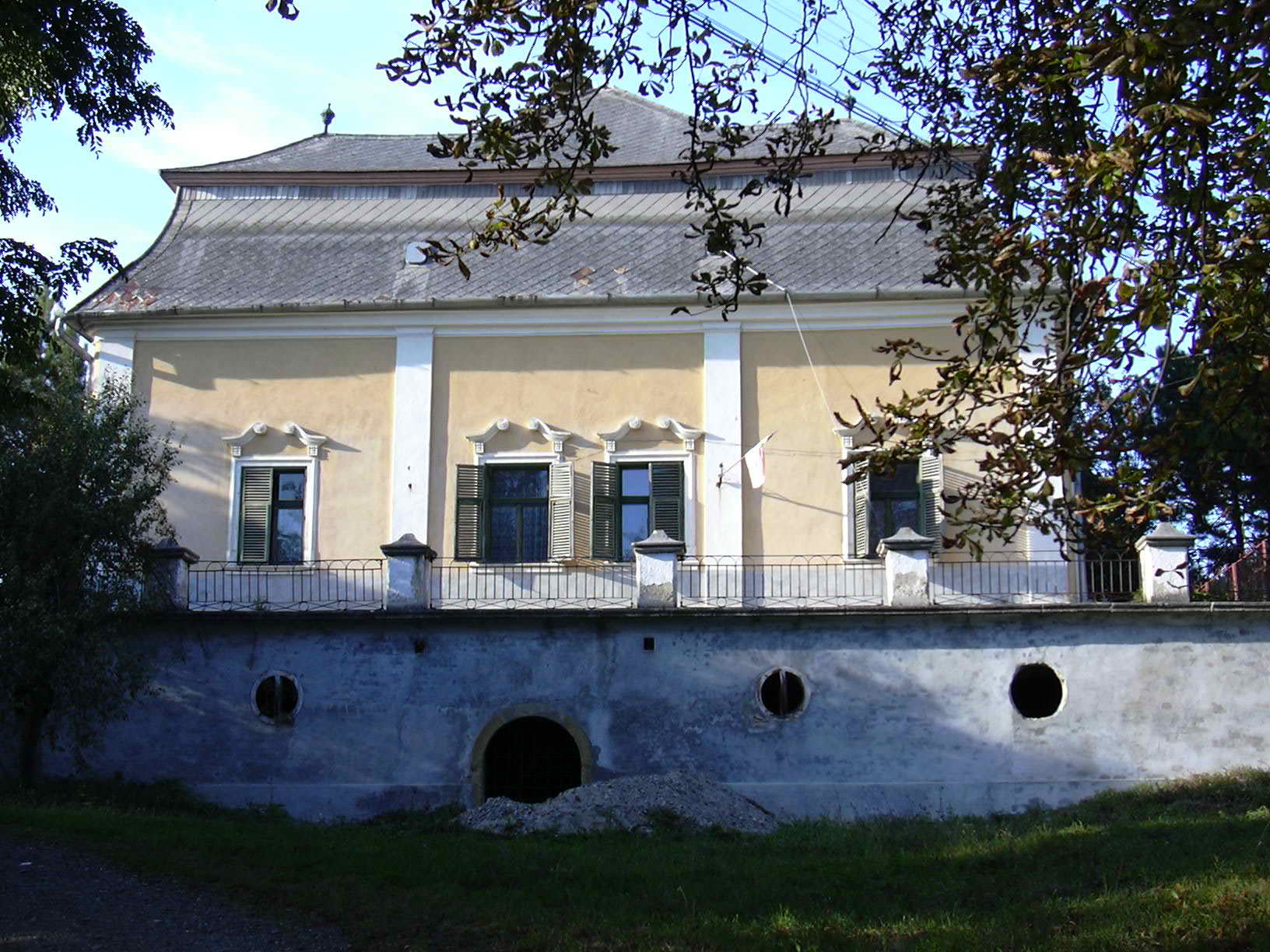
A hadadi Wesselényi-kastély

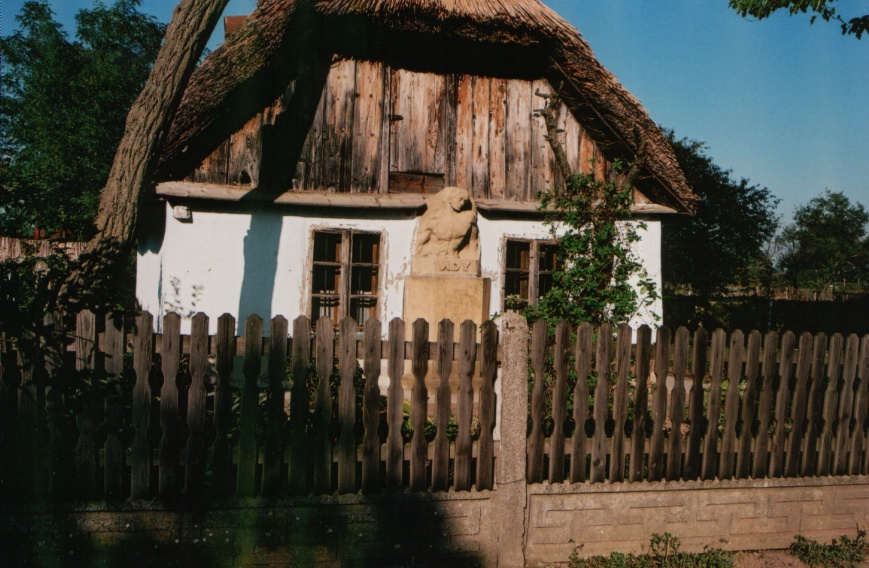
Ady Endre szülőháza Érmindszenten (Ady-emlékház)

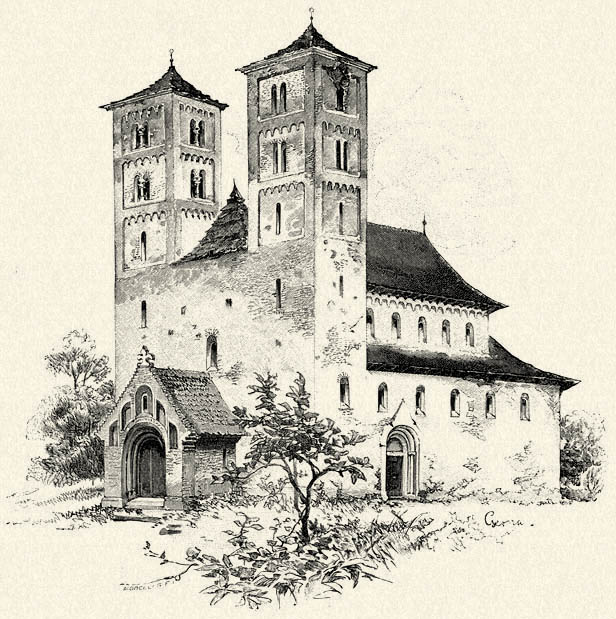
A változatlan formában ránk maradt (és a közelmúltban felújított) református templom Ákoson

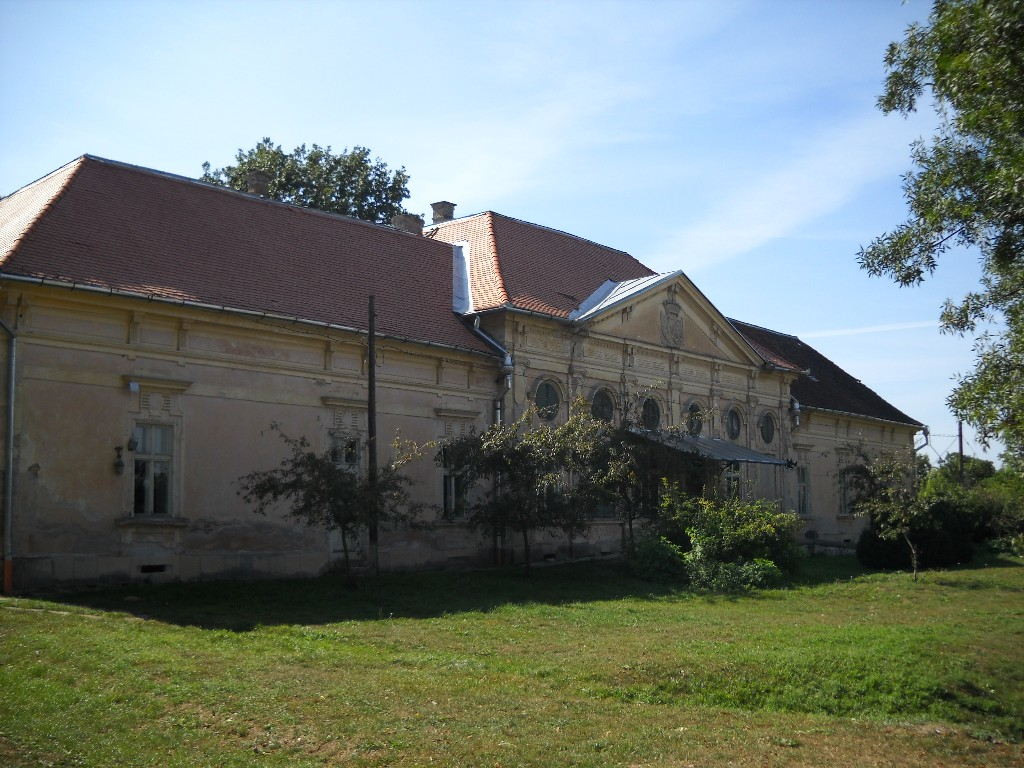
A hadadi Drégenfeld-kastély

### A megye fontosabb települései
- Nagykároly a megye fontos turisztikai központja. Itt található a nagykárolyi Károlyi-kastély, körülötte a kastélykerttel és ma is működő lovardával. A kastély ma nyilvános múzeumnak ad otthont. Leginkább ez jelenti a város fő turisztikai vonzerejét, de jelentősek még templomai, régi épületei, és az egykor virágzó nagykárolyi zsidóság emlékei (a páratlan szépségű ortodox és neológ zsinagógák, az ortodox és neológ temetők, a Holokauszt-emlékmű, stb.).
- Tasnád főként az 1476-ban gótikus stílusban épült, majd németalföldi késő barokk elemekkel bővült (és barokk toronnyal ellátott) református temploma miatt érdekes célpont a turisták számára.
- Erdődön jelentős Petőfi-emlékhelyek találhatóak, de az erdődi vár romjait (és épen maradt bástyáit) nemcsak Petőfi okán keresik fel nagyon sokan. A szabadon látogatható vár mellett, melyben Petőfi Sándor és Szendrey Júlia esküdött, jelentős nevezetesség a Petőfi-emlékmű és a város gótikus katolikus temploma. A templomot Bélteki Drágfi Bertalan építtette, eredetileg katolikusnak, majd a család protestáns hitre térése után sokáig református templom volt, itt tartották az első magyar egyetemes protestáns zsinatot (erdődi zsinat). A katolikus németek betelepülése után lett katolikus templom, ma is a város egyik legjelentősebb látványossága.
- Adyfalva (Érmindszent , románul: Ady Endre)a megye talán legkeresettebb látványossága, Ady-zarándokhely. Az Ady Endre nevét hivatalosan is felvevő faluban a költő emlékháza nyilvános, szabadon látogatható emlékhely. Udvarán Ady Endre szobra található.
- Ákos nemcsak termálfürdője miatt kedvelt turisztikai célpont, de az ákosi református műemléktemplom miatt is, mely Erdély legrégibb templomépületeinek egyike (nyolc évszázada a falu hitéletének központja), és a kevés román stílusú erdélyi templomépületek egyik legszebbike. Eredetileg bencés apátsági templom volt, a reformáció óta a falu protestáns közössége használja. Felbecsülhetetlen értékű freskókat restauráltak benne.
- Sződemeter, Kölcsey Ferenc szülőfalva ma is jelentős Kölcsey-zarándokhely. A költő életéhez és halálához kötődő főbb évfordulók mellett bármikor megtekinthető Kölcsey szülőháza, melyen emléktábla őrzi emlékét.
- Avasújfalu A település határában több savanyúvíz-forrás fakad, de a helyi ortodox templom is jelentős látványosság.
- Krasznabéltek német házairól, és gyönyörű gótikus templomáról híres. Szintén Bélteki Drágfi Bertalan építtette, az erdődivel egy időben, 1482-ben. Csakúgy mint az erdődi, a bélteki templom is rövid ideig volt katolikus, majd Bélteki Drágfi Gáspár reformálása idejétől kezdve hosszú időre reformátussá vált.
- Nagymajtényt a kuruc fegyverletétel emlékére emelt emlékművéért keresik fel leginkább a látogatók.
- Hadad a maga nemében páratlan kincsekkel büszkélkedhet: Két történelmi kastély is található a faluban: a Degenfeld-kastély és a Wesselényi-kastély. Gótikus református temploma páratlan szépségű kazettás mennyezete miatt is a falu látványossága. De vonzóak a falu épen maradt régi házai is, melyek a németes vidéki építkezés remekei.
- Sárközújlak elsősorban a Vécsey kastély és a gyönyörű, késő gótikus stílusú református templom miatt fontos turisztikai célpont.
- Aranyosmeggyest elsősorban a jelenleg leromlott állapotban lévő, híres várkastélya miatt keresik fel az érdeklődők. A kastély közelében számos további úrilak és kúria található.
- Sokan keresik fel a Nagykároly környéki "sváb falvakat" (ma is így nevezik őket, noha lakosságuk javarésze ma már magyarnak vallja magát, vagy magyar ajkú sváb) katolikus templomaik, német emlékeik miatt. E falvak jellegzetes népünnepélye a templombúcsú alkalmával rendezett kirbáj, melyet sváb szokás szerint máig rendszeresen megtartanak, vásárral és népi mulatságokkal egybekötve. Ezek az alkalmak vonzzák a legtöbb turistát. Majd mindenik sváb falu büszkélkedhet neves püspök szülöttekkel (Szatmárnémeti püspökei hagyományosan svábok vagy sváb származásúak, de számos nagyváradi püspök is innen származik), némelyiküknek szobrot vagy emléktáblát is szentelt a falu. Főbb központok: Csanálos, Kálmánd, stb.
- A megye gazdag termálvízkészlettel rendelkezik, számos fürdőhelye van. Tasnád, Ákos, Nagykároly, Szatmárnémeti és a Mária-völgyi strandok a legjelentősebbek, de Krasznamihályfalván és más közeli településeken is sorra jönnek létre egyre igényesebb strandok.

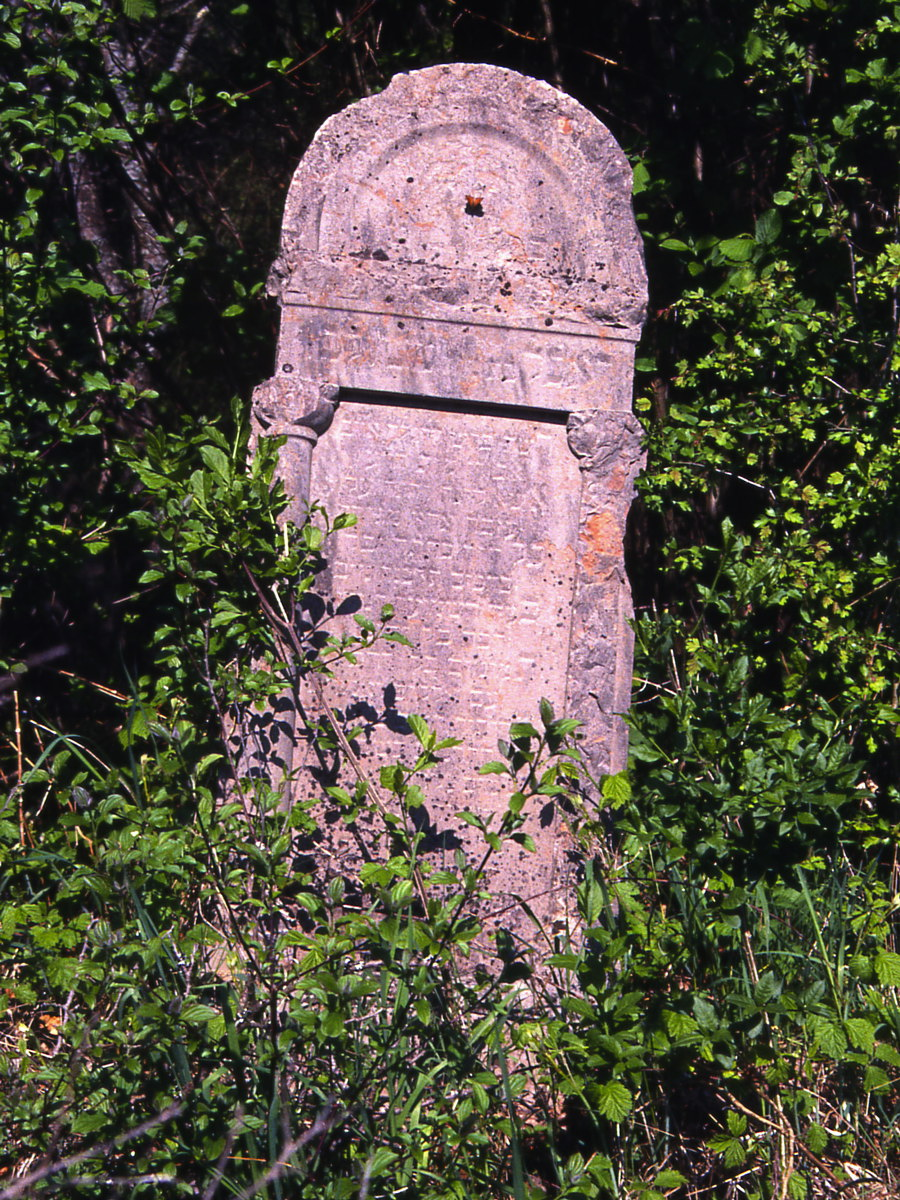
Zsidó fejfa Hadadon

- Büdössár, Sárerdő és a Bükk az erdők kedvelőinek, természetjáróknak kedvelt célpontjai.
- Szatmárhegy Szatmárnémetihez tartozó üdülő- és pihenőövezetből lett önálló falu, ma is sokan keresik fel, akik nyugalomra vágynak. Jelentős gyümölcsöse és a búcsújáróhelyként is fontos katolikus kápolnája a hegyen szintén vonzza a turistákat.
- Természetes és mesterséges tavai, álló- és folyóvizei a fürdőzők és a halászok, horgászok kedvelt célpontjai (utóbbiak számára a halastavak és a Túr folyó jelent gazdag lehetőségeket). Sokan keresik fel az apai tavat, Józsefháza, Avasújváros természetes és mesterséges tavait.
- Dobrát borai és régi borpincéi miatt látogatják.
- A magyar, román, német és zsidó népi kultúra emlékei a megye számos kistelepülésén megtalálhatók.

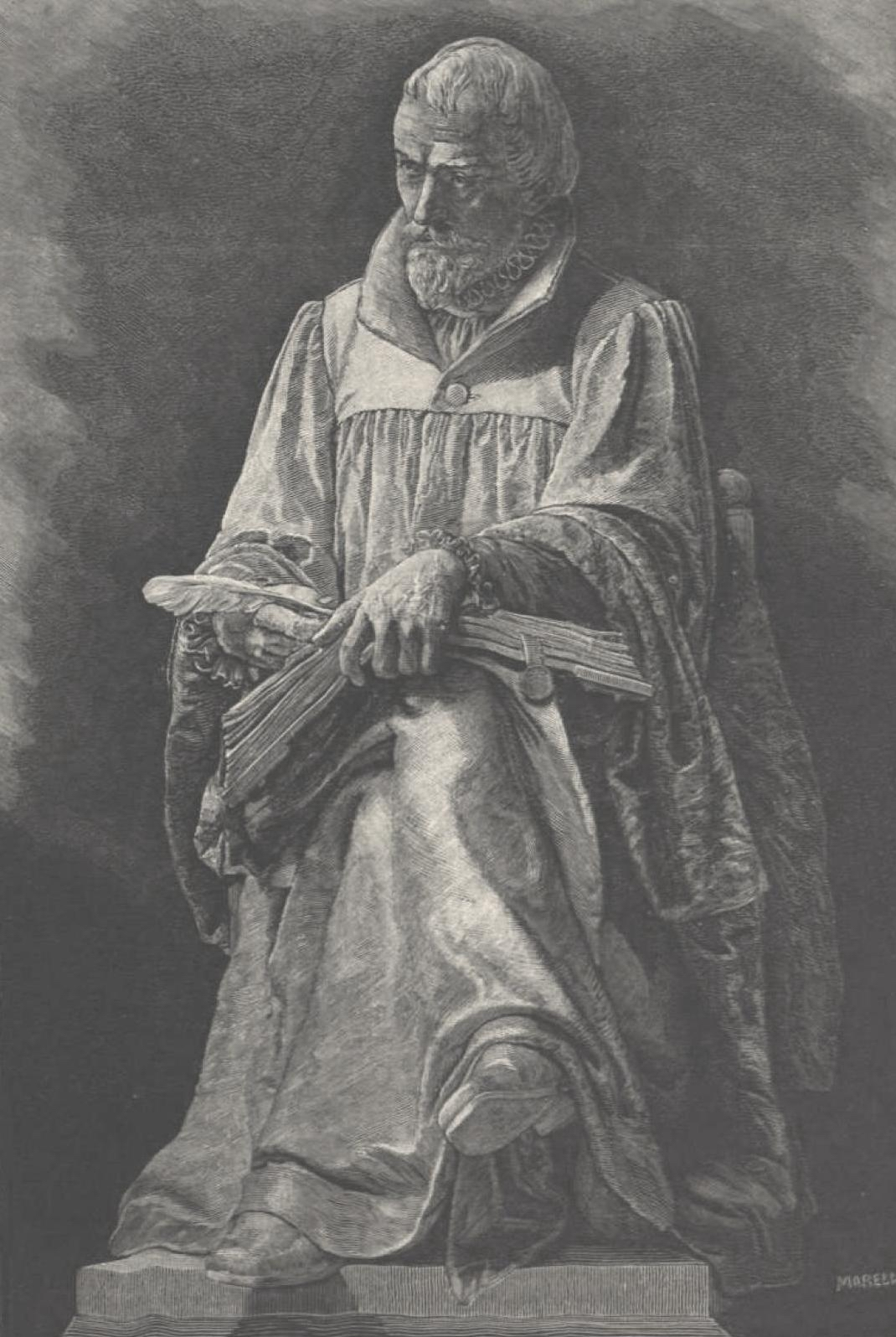
Károli Gáspár

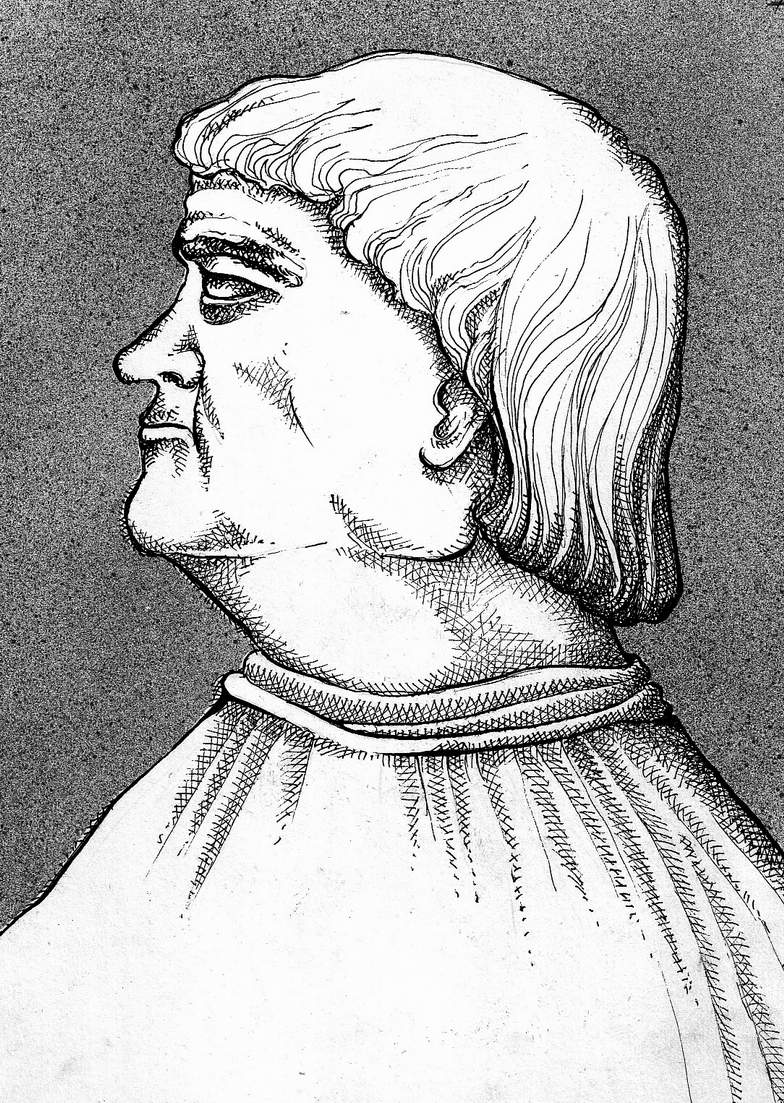
Bakócz Tamás

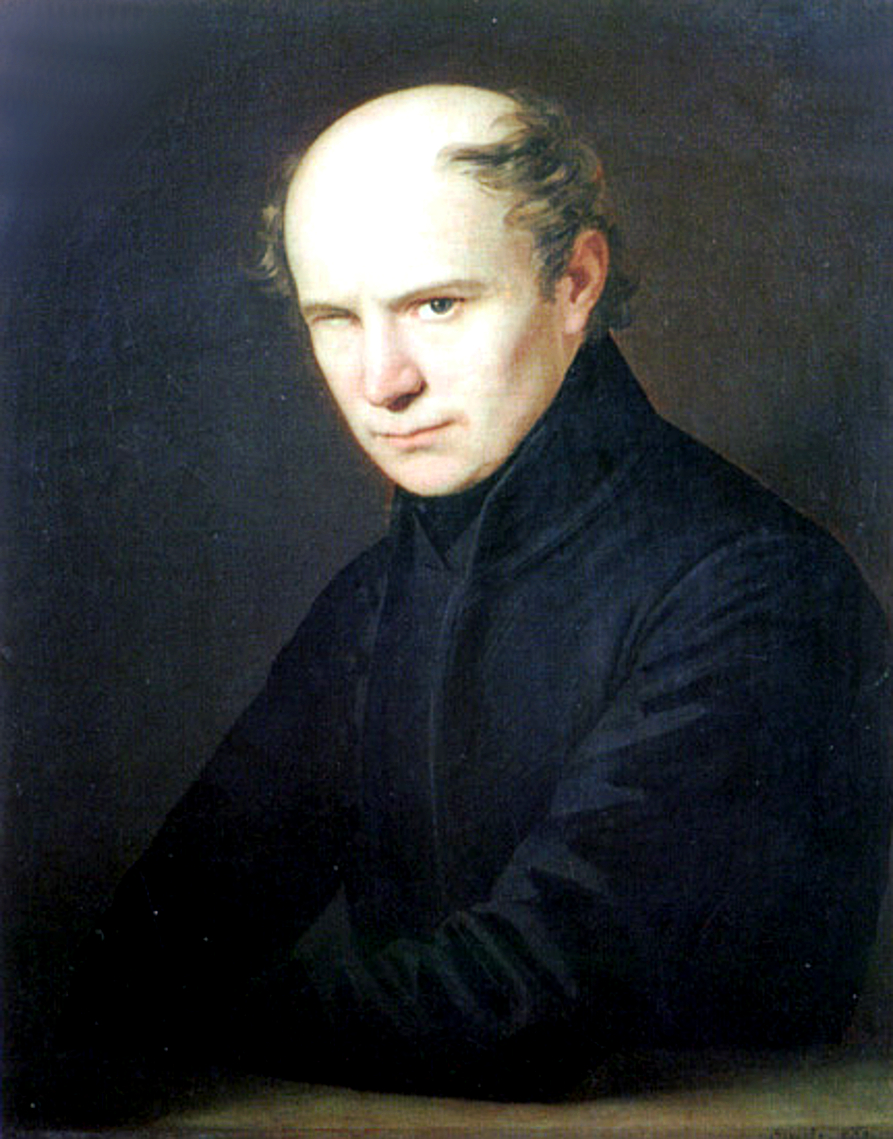
Kölcsey Ferenc

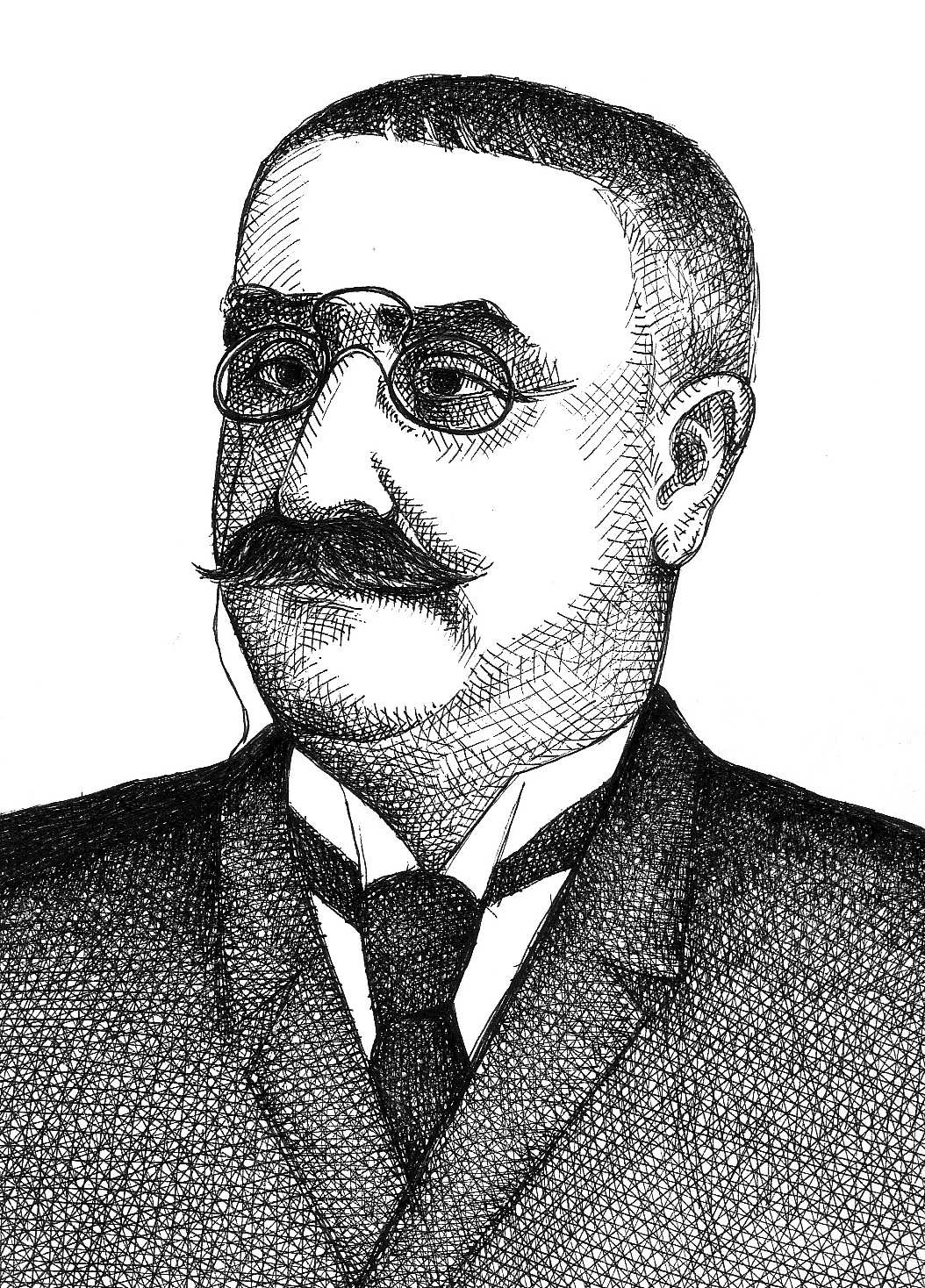
Acsády Ignác

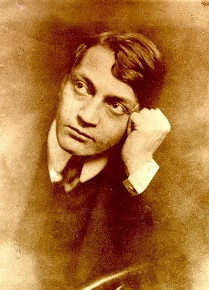
Ady Endre

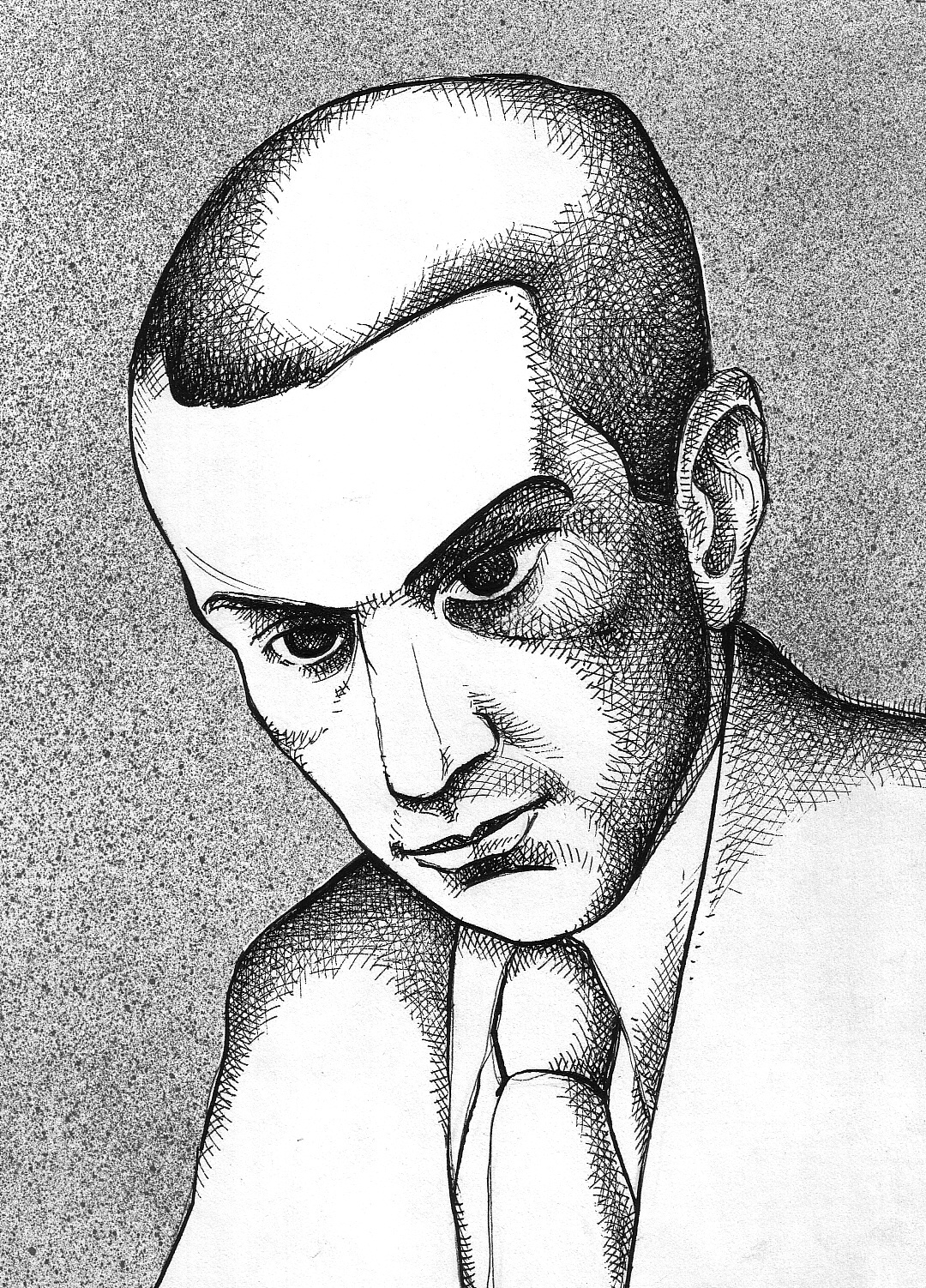
Dsida Jenő

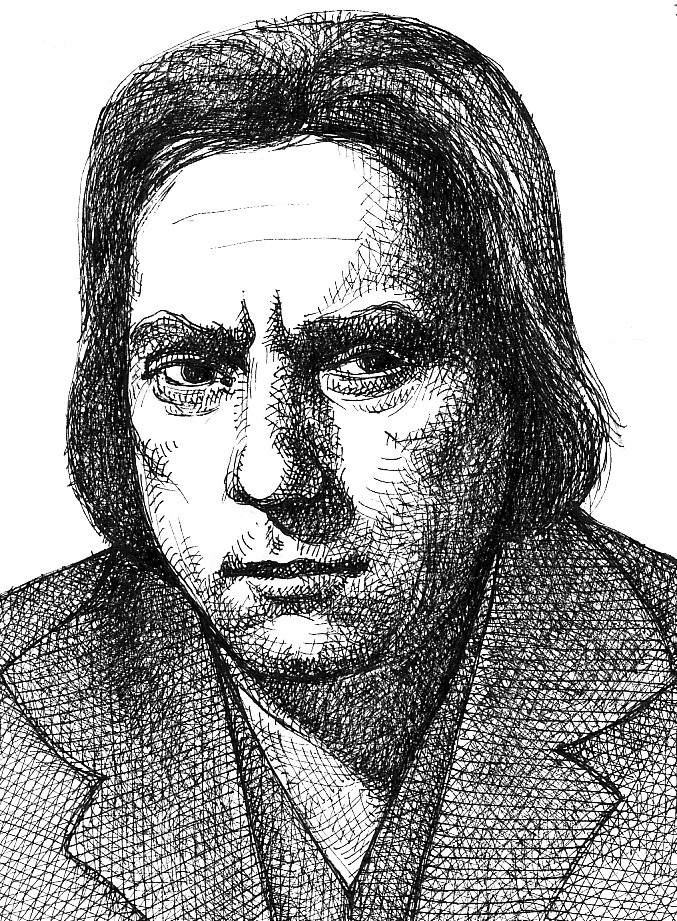
Páskándi Géza

## Híres emberek

### A megye neves szülöttei
- Ady Endre (1877–1919) költő.
- Acsády Ignác (1845–1906) nagykárolyi születésű történész, publicista.
- Arányi Dezső (1859–1923) operaénekes (tenor)
- Bagossy Pál (Csengerbagos, 1660? – Komárom, 1709) kuruc generális.
- Bakócz Tamás (1442–1521) esztergomi érsek, bíboros, az egyetlen magyar pápajelölt Erdődön született.
- Bíró Lajos (1856–1931) Tasnád szülötte, természettudós, utazó, a pápuák életmódjának európai hírű kutatója.
- Dr. Bíró László (1806–1872)
- Budai Ézsaiás (1766–1841) Szilágypér szülötte, református püspök, bibliafordító.
- Dsida Jenő (1907–1938) Szatmárnémetiben született költő, szerkesztő.
- Gellért Sándor (1916–1987) szatmárnémeti születésű költő, műfordító.
- Hám János (1781–1857) szatmári püspök, kinevezett esztergomi érsek
- Kaffka Margit (1880–1918) nagykárolyi születésű író és költő.
- Klein Magda szatmárnémeti születésű színházi rendező, dolgozott Szatmáron, Temesváron, később a Tel-Avivi Nemzeti Színház főrendezője lett
- Károli Gáspár (1529–1590) Nagykárolyban született, elismert teológus, a Vizsolyi Biblia fordítója.
- Kovács András Ferenc (1959–) szatmárnémeti születésű Kossuth-díjas költő.
- Kölcsey Ferenc (1790–1838) Sződemeter szülötte, a Himnusz szerzője.
- Láng Zsolt (1958–) Márai Sándor- és József Attila-díjas prózaíró, szerkesztő
- losonci Nagy Vince(1886–1965) politikus, belügyminiszter, a Függetlenségi 48-as és Kossuth Párt elnöke, majd a Magyar Szabadság Párt alelnöke, az amerikai emigráns magyarság egyik vezetője
- Lükő Béla (1883–1936) európai hírű sebészorvos, a szatmári városi kórház alapítója
- Páskándi Géza (1933–1995) Szatmárhegyen született író, költő, műfordító, Kossuth-díj 1993.
- Petri Mór 1863-1945 Tasnádszarvadon született költő, tanár.
- Papp Aurél (1879–1960) festőművész, grafikus, szobrász, művészetkritikus.
- Boldog Scheffler János (1887 – Jilava) szatmári római katolikus megyés püspök, vértanú
- Simon Magda (1908–1969) Szatmárnémetiben született író, kritikus.
- Stahl Jencsik Katalin (1946–2009) világbajnok romániai magyar tőrvívó, edző
- Szász Lajos magyar politikus, miniszter a Sztójay- és a Szálasi-kormányban
- Tóth Imre (1921–) Szatmárnémetiben született matematikus, tudományfilozófus, esszéíró, egyetemi tanár, a regensburgi egyetem tudományfilozófia tanszékének vezetője.

### A megyéhez kötődő további hírességek
- Ács Alajos (1930–2002) a Magyar Köztársasági Érdemrend középkeresztjével kitüntetett Harag György-, Kovács György- és Szentgyörgyi István-díjas színész, a Szatmárnémeti Északi Színház és a Harag György Társulat alapító tagja, örökös tagja, az Ács Alajos Játékszín névadója
- Dr. Friedmann József a szatmári status quo zsidók főrabbija volt
- nagyszalatnyai báró Fischer István (1754–1822) egri segédpüspök (címzetes püspök), szatmári püspök, majd egri érsek
- Harag György (1925–1985) Tasnádon nevelkedett színházi rendező, egyetemi tanár, igazgató, a Szatmárnémeti Északi Színház alapító igazgatója, a magyar tagozat (Harag György Társulat), a Harag György Emlékplakett, valamint a kolozsvári Harag György Napok névadója.
- Markovits Rodion (1887–1948) író, újságíró, Szatmárnémetiben ügyvédként dolgozott
- Szép Ernő (1884–1953) költő, regényíró, újságíró, színpadi szerző, elbeszélő - a Szatmári Lapok munkatársa volt
- Teitelbaum Joel (1887–1979) rabbi, Talmud-tudós, az első szatmári rebbe, a Teitelbaum rabbidinasztia egyik legnagyobb alakja, a város ortodox főrabbija (1934–1944), a Szatmár haszid irányzat alapítója (a Holokauszt után Brooklynban élt és dolgozott, megalapítva a Szatmár mozgalmat)

## Települések
Szatmár megyében hat város és 53 község van.
Városok:
- Szatmárnémeti
- Nagykároly
- Tasnád
- Avasfelsőfalu
- Erdőd
- Sárköz.

## Kapcsolódó szócikk
- Szatmár vármegye